# 신명균
신명균(申明均, 1944년 ~)은 대한민국의 제14대 사법연수원장과 중앙선거관리위원회 위원 등을 역임한 법조인이다.

## 생애
1944년 서울시에서 태어나 경기고등학교와 서울대학교 법학과를 졸업하고 제8회 사법시험에 합격해 판사에 임용되었다. 1978년에 임명된 서울형사지방법원, 부산지방법원 등에서 판사를 하다가 1986년 부장판사로 승진하여 서울민사지방법원, 부산고등법원, 서울고등법원에서 부장판사, 서울지방법원 북부지원장을 하다가 1998년에 법원장으로 승진하여 창원지방법원, 서울가정법원, 사법연수원에서 법원장으로 지내다 2000년부터 2002년까지 중앙선거관리위원회 위원을 겸직한 사법연수원장을 마지막으로 공직에서 물러나 법무법인 충정에서 변호사를 하였다.
영국 유학을 하며 익힌 매너로 영국 신사라고 불리며 공직 생활을 하면서 `지급인의 조사의무'등 다수의 논문을 발표하였던 신명균은 1993년 공직자 재산공개 당시 74억4천206만7천원의 재산을 신고하였으며, 공직에서 물러나 변호사를 하다가 2007년 4월에 임기 2년의 제7기 정보통신윤리위원회 위원장에 취임하였다.

## 주요 판결
- 서울지방법원 동부지원 형사합의부 재판장으로 재직하던 1989년 2월 24일에 노조 주택조합기금 등 2200만원을 횡령한 전 서울지하철공사 노조위원장 배일도에게 징역10월을 선고했다.[2]
- 서울형사지방법원 항소5부 재판장으로 재직하던 1990년 9월 28일에 수입 쇠고기를 한우로 속여 판매하여 1심에서 징역10월을 선고받은 신세계백화점 판매 담당 직원에게 징역10월 집행유예2년을 선고했다.[3] 1991년 1월 11일에 1990년 5월 명동성당 부근에서 민주자유당 창당을 반대하는 국민대회를 주도하고 전민련 결성때 정책실장으로 주한미군 철수 등을 주장하는 창립선언문을 작성하여 1심에서 징역3년 자격정지1년을 선고받은 김근태에 대해 징역2년 자격정지1년을 선고했다.[4]
- 서울고등법원 민사5부 재판장으로 재직하던 1992년 7월 21일에 KBS 직원의 유족들이 회사를 상대로 퇴직금 소송에서 "!981년 근로자의 동의없이 하향 조정된 보수 규정은 무효"라고 하면서 "이전 규정에 따라 퇴직금을 지급하라"고 했다.[5] 1993년 7월 29일에 1989년 리비아 트리폴리공항에서 발생한 대한항공 불시착 사고로 숨진 송건호 조종사의 부인 등이 회사를 상대로 제기한 손해배상 청구소송에서 "조종사 과실에 의한 항공사고 배상에 있어 상한 제한을 받지 않는다"며 "대한항공은 유족들에게 2억4천여만원을 지급하라"고 했다.[6] 1994년 1월 16일에 박정희 대통령 재임 당시 비서실장을 했던 김계원의 부인 등이 "신군부의 강압에 의해 주식 19000주를 국가에 자진 헌납했다"며 국가를 상대로 낸 주주총회 결의 부존재 확인 소송에서 "내란목적 살인죄 등으로 구속돼 2심 선고를 앞둔 상태에서 재판결과에 악영향을 미칠 것을 두려워한 가족들이 합동수사본부의 요구를 받아들였을뿐 의사결정의 자유를 완전히 박탈당했다고 볼 수 없다"는 이유로 "이유없다"며 원고패소 판결했다.[7]